# Sultanaat Langkat

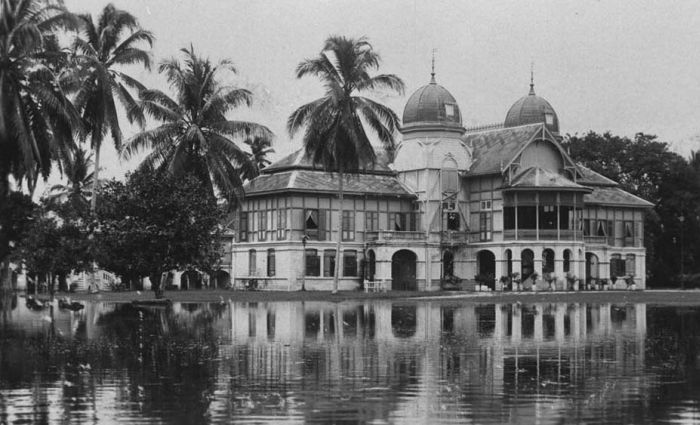
Paleis van de Sultan van Langkat, 1921.

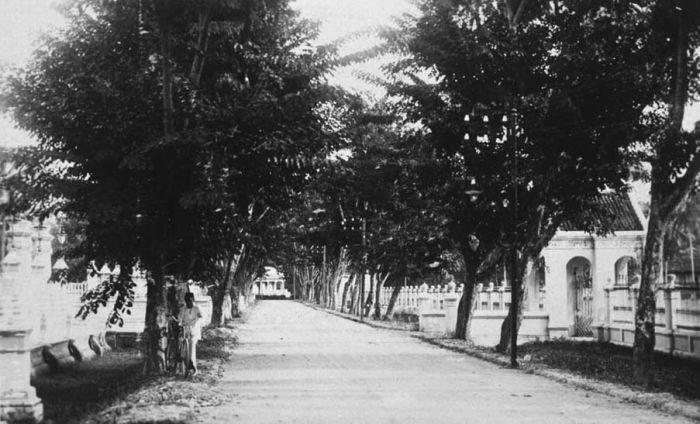
Laan bij het paleis van de Sultan van Langkat, 1921.

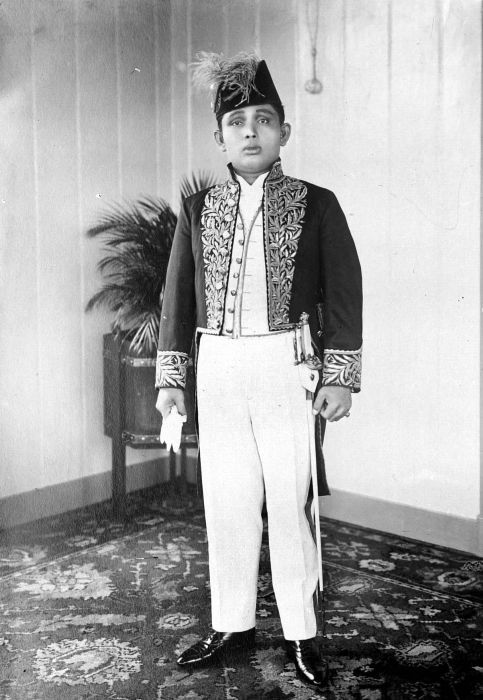
Mahmud 'Abdu'l Jalil Sultan van Langkat (1927-1948)

Langkat is een sultanaat ten oosten van Medan op Sumatra. Het is zeer rijk geworden dankzij de olie-concessies aan de voorloper van Shell, namelijk de Bataafse Petroleum Maatschappij (BPM).
Het sultanaat dateert van voor de invoering van de islam op Sumatra. De eerste geschreven bronnen over dit sultanaat dateren echter uit de 17e eeuw. Het was oorspronkelijk een ondersultanaat van Atjeh, later van Siak toen de macht van Atjeh afnam door de strijd tegen de Nederlanders. In 1869 voelde de sultan zich dermate zelfstandig dat hij met het Nederlandse koloniale bestuur een contract afsloot; vervolgens erkenden de Nederlanders de sultan als heerser over dit gebied in 1887. Het contract had mede ten doel dat er plantages konden worden aangelegd en dat de sultan de pachtgelden hiervoor ontving. Kort daarop werd er echter ook olie gevonden, die zeer veel inkomsten bracht voor de sultan. 
Overigens gebruikt men naast de titel sultan ook raja (koning) of sri (heer) en noemt men zich het Koninklijk Huis van Langkat. Vele familieleden van de sultan (Sultan Mahmud 'Abdu'l Jalil), onder wie de dichter Amir Hamzah, zijn vermoord door opstandelingen tijdens de Indonesische onafhankelijkheidsstrijd (1945-1949), ofschoon zij zich neutraal opstelden. De sultan zelf overleefde dit dankzij tijdige waarschuwing van de Inlichtingendienst van het KNIL en evacuatie door de Nederlandse Militaire Politie naar Medan (waar hij enige jaren in Hotel de Boer werd ondergebracht); hij overleed echter al in 1948 en een opvolger werd voorlopig niet benoemd.
Het heeft in de nieuwe Republik Indonesia enige decennia geduurd voordat de sultanaten zich weer mochten manifesteren. Zeker voor sultanaten die pro-Nederlands leken, zoals op Sumatra. Pas in 1999 werd er officieel weer een sultan benoemd, namelijk Tengku Dr Herman Shah Kamil, die in 2001 overleed. Zijn opvolger werd zijn neef Sultan Iskandar Hilali 'Abdu'l Jalil Rahmad Shah, die ook kort daarop in 2003 overleed. De huidige sultan heet inclusief titels: Sri Paduka Tuanku Sultan Azwar 'Abdu'l Jalil Rahmad Shah al-Haj ibni al-Marhum Tengku Maimun, Sultan of Langkat.
Het herstelde sultanaat van Langkat heeft geen macht meer (en kan geen concessies verlenen). 

## Maatschappijen specifiek actief geweest in Langkat
- Bataafse Petroleum Maatschappij (BPM)
- Langkat Cultuur Maatschappij
- Langkat Tabak Maatschappij